# Smell of Female
Albums de The Cramps
Psychedelic Jungle
(1981) …Off the Bone
(1983)
Smell of Female est le premier album live du groupe américain The Cramps enregistré lors de concerts organisés les 25 et 26 février 1983 au Peppermint Lounge à New York. L'album est enrichi de trois titres [pistes 7 à 9] à l'occasion de sa sortie en format CD.

## Titres
| No | Titre                                | Durée |
| -- | ------------------------------------ | ----- |
| 1. | Thee Most Exaulted Potentate of Love |       |
| 2. | You Got Good Taste                   |       |
| 3. | Call of the Wighat                   |       |
| 4. | Faster Pussycat                      |       |
| 5. | I Ain't Nuthin' But a Gorehound      |       |
| 6. | Psychotic Reaction                   |       |
| 7. | Beautiful Gardens                    |       |
| 8. | She Said                             |       |
| 9. | Surfin' Dead                         |       |